# Stefan Klos
Stefan Klos (* 16. August 1971 in Dortmund) ist ein ehemaliger deutscher Fußballspieler.

## Leben und Karriere
Klos besuchte die Theodor-Heuss-Realschule in Eving von 1982 bis 1988. Danach machte er zusammen mit seiner damaligen Freundin und heutigen Ehefrau das Abitur am Gymnasium. In seiner Familie gab es einige Fußballer. Sein Vater war Torwart beim VfL Hörde.
Stefan Klos begann 1978 beim TuS Eving-Lindenhorst mit dem Vereinsfußball und kam über TSC Eintracht Dortmund 1988 zu Borussia Dortmund. Dort gab er am 4. Mai 1991 in der 1. Bundesliga sein Profidebüt gegen die SG Wattenscheid 09. In seiner zweiten Saison 1991/92 wurde er Stammspieler und verdrängte den Publikumsliebling „Teddy“ de Beer, da sich de Beer zuvor einige Patzer geleistet hatte. Seit dem Rückspiel des UEFA-Pokal-Halbfinals 1993 im Stade de l’Abbé-Deschamps in Auxerre gilt er unter den Dortmund-Anhängern als der „Held von Auxerre“, da er im Elfmeterschießen gegen AJ Auxerre einen Strafstoß hielt und so für das Erreichen des Finales im UEFA-Pokal sorgte.
Klos war zwar kein Nationalspieler, galt aber dennoch als einer der zuverlässigsten Torleute der Fußball-Bundesliga seiner Zeit. Sein größter Erfolg nach zwei deutschen Meisterschaften 1995 und 1996 war 1997 der Gewinn der Champions League mit Borussia Dortmund unter Trainer Ottmar Hitzfeld im Finale gegen Juventus Turin. Am 2. Dezember 1997 gewann er mit Dortmund den Weltpokal in Tokio. 1996 sollte er als dritter Torhüter zur Europameisterschaft 1996 in England mitfahren, aber ein Daumenbruch am 33. Spieltag der Saison 1995/96 verhinderte dies. Für ihn wurde Oliver Reck nominiert, der im Rahmen der Nominierung sein einziges Länderspiel bestritt und Europameister wurde. Für die WM 1998 in Frankreich wurde er in den deutschen Kader auf Abruf nominiert. Mit Ausnahme des wegen dieser Verletzung verpassten letzten Spiels der Saison 1995/96, bei dem ihn Teddy de Beer vertrat, bestritt Klos ab seinem dritten Bundesligaeinsatz am 8. Spieltag der Saison 1991/92 bis zu seinem Weggang im Dezember 1998 zu den Glasgow Rangers sämtliche (252 von 253 möglichen) Bundesligaspiele des BVB. Klos’ letzter Vertrag in Dortmund lief bis Sommer 1999. Nachdem der Verein in Person von Manager Michael Meier nur wenig Interesse an einer Vertragsverlängerung zeigte und Klos bedeutete, dass er auch wechseln könne, verließ er den BVB.
Bei den Glasgow Rangers war Klos bis 2005 Stammtorwart (ab 2004 als Mannschaftskapitän), gewann vier Meisterschaften und nahm in vier Spielzeiten an der Champions League teil. Bis 2007 blieb er noch als Ersatztorwart im Verein und beendete danach nach mehreren Verletzungen seine Spielerkarriere, um sich anschließend mit seiner Familie in der Schweiz niederzulassen, wo er bis heute (2024)  als Privatier lebt.
Vom 24. November 2013 bis zum 20. November 2016 war Klos Kassenprüfer bei Borussia Dortmund e. V.

## Titel
Borussia Dortmund
- International
  - Champions-League-Sieger (1): 1997
  - Weltpokal-Sieger (1): 1997
  - UEFA-Pokal-Finalist (1): 1993
- National
  - Deutscher Meister (2): 1995, 1996
  - DFB-Supercup-Sieger (2): 1995, 1996
  - DFB-Hallenpokalsieger (2): 1991, 1992
- Auszeichnungen
  - Mannschaft des Jahres (1): 1995 (als Mitglied von Borussia Dortmund)
  - Welt-Mannschaft des Jahres (AIPS) (1): 1997 (als Mitglied von Borussia Dortmund)

Glasgow Rangers
- Schottischer Meister (4): 1999, 2000, 2003, 2005
- Schottischer Pokalsieger (3): 1999, 2002, 2003
- Schottischer Ligapokalsieger (3): 2002, 2003, 2005